# Schierensee
 (décembre 2023).
Si vous disposez d'ouvrages ou d'articles de référence ou si vous connaissez des sites web de qualité traitant du thème abordé ici, merci de compléter l'article en donnant les références utiles à sa vérifiabilité et en les liant à la section « Notes et références ».

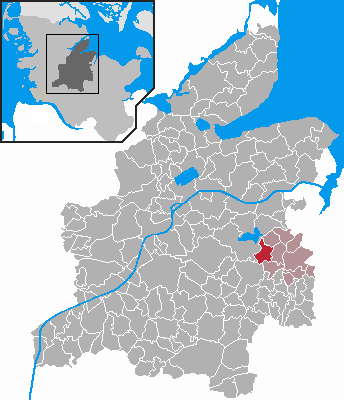
Situation de la commune dans l'arrondissement

Schierensee est une commune allemande située dans l'arrondissement de Rendsburg-Eckernförde de l'État (Land) du Schleswig-Holstein.

## Histoire
Schierensee est mentionnée pour la première fois dans un document officiel en 1470.

## Architecture
Schirensee est connu pour son manoir, construit entre 1776 et 1781, qui faisait partie de l'ancien domaine seigneurial de Schierensee. Il a appartenu à la famille von Baudissin. Le manoir a été rénové par Axel Springer en 1969-1972. C'est toujours une exploitation agricole aujourd'hui qui appartient à la fondation Gunther Fielmann.

## Personnalités
- Friedrich von Baudissin (1852-1921), amiral de la Marine impériale, né à Schierensee.